# Adhémar van Chabannes
Adhémar van Chabannes (Frans: Adémar de Chabannes, Adhémar de Chabannes; ca. 989–1034) was een 11e-eeuwse Franse monnik, geschiedschrijver, componist en een succesvol literair vervalser.

## Leven
Adhémar werd geboren te Chabannes, een dorp in het huidige departement Haute-Vienne in Frankrijk. Opgeleid aan de Sint-Martialisabdij van Limoges, bracht hij zijn leven door als monnik, zowel daar als in de abdij van Saint-Cybard in Angoulême. Adhémar overleed omstreeks 1034, waarschijnlijk in Jeruzalem, waarnaar hij op bedevaart was gegaan.

## Geschriften

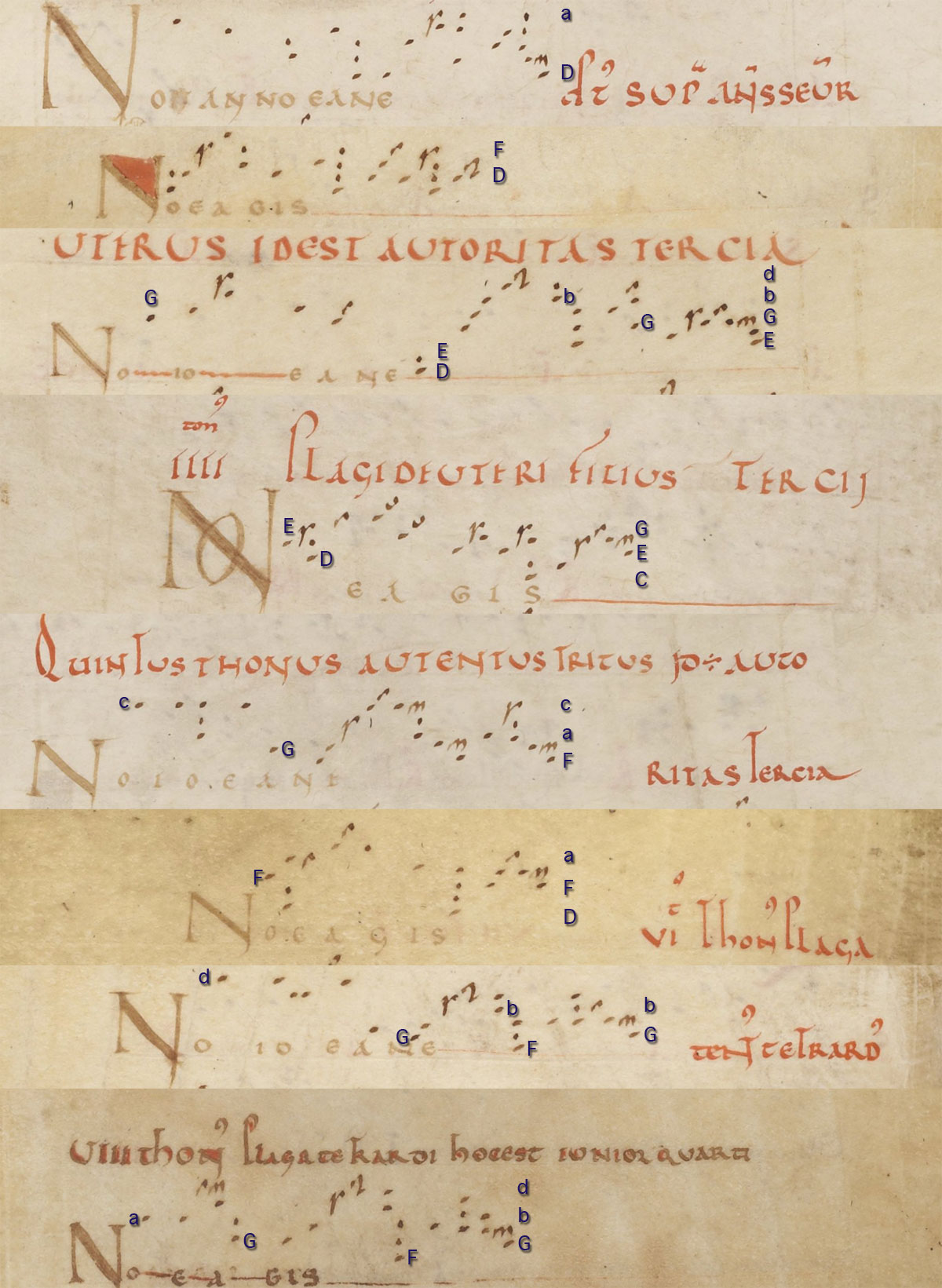
De intonatieformules voor de 8 tonen volgens het Aquitaanse tonarium, dat deels werd genoteerd door Adhémar (F-Pn lat. 909, fol. 151r-154r).

Toen Adhémar intrad in de Sint-Martialisabdij van Limoges, werd hij opgeleid door zijn oom, Roger de Chabannes, cantor van de abdij van 1010 tot aan zijn dood in 1025. Adhémar leerde de kunst van de kalligrafie, liturgische gezangen te lezen, componeren en noteren, liturgische boeken te compileren en herzien, en liturgische poëzie, preken, kronieken en hagiografie te componeren en schrijven. Hij bracht zijn leven voornamelijk door met het schrijven en transcriberen van gezangboeken en kronieken, en zijn voornaamste werk was een geschiedwerk getiteld Chronicon Aquitanicum et Francicum of Historia Francorum. Dit werk bestond uit drie boeken en behandelde de Frankische geschiedenis vanaf het legendarische bewind van Pharamond, koning van de Franken, tot 1028. De eerste twee boeken waren nauwelijks meer dan een kopie van eerdere geschiedwerken over de Frankische koningen, zoals het Liber historiae Francorum, de Continuatio van Fredegar en de Annales regni Francorum. Het derde boek, dat de periode van 814 tot 1028 behandelde, is van behoorlijk groot historisch belang. Het berust deels op het Chronicon Aquitanicum, waaraan Adhémar zelf een laatste notitie aan toegevoegde voor het jaar 1028.

## Literair vervalser
Hij aanvaardde het zich toen ontwikkelende verhaal dat Martialis van Limoges, de 3e-eeuwse bisschop die de regio van Limoges had gekerstend, feitelijk eeuwen eerder zou hebben geleefd en in feite een van de oorspronkelijke apostelen was. En hij vulde de zeer schaarse documentatie voor de vermeende 'apostoliciteit' van Martialis aan, eerst met een vervalst Vita (Leven(sverhaal)) van Martialis, dat zich voordeed alsof het was samengesteld door Martialis' opvolger, Aurelianus van Limoges. Om deze claim kracht bij te zetten, componeerde hij een "Apostolische mis" die in Adhémars eigen handschrift is overgeleverd (F-Pn lat. 1121, ff. 28v-32v). De plaatselijke bisschop en abt lijken te hebben meegewerkt aan het project en de mis werd op zondag 3 augustus 1029 voor het eerst gezongen.
Spijtig genoeg voor Adhémar, werd de liturgie verstoord door een rondreizende monnik, Benedictus van Chiusa, die de "verbeterde" Vita van Martialis als provinciale vervalsing en de nieuwe liturgie als een belediging voor God aan de kaak stelde. Dit verhaal deed algauw de ronde en de veelbelovende jonge monnik viel in ongenade. Adhémar reageerde echter door nog meer vervalsingen te creëren, door een Concilie dat zou hebben plaatsgevonden in 1031 uit te vinden dat de 'apostolische' status van Martialis zou hebben bevestigd en zelfs een pauselijke brief te fingeren. Dit web van vervalsingen werd pas in de jaren 1920 door de historicus Louis Saltet ontrafeld, al werd zijn onderzoek nog lange tijd genegeerd.
Adhémar zou op de lange termijn succesvol blijken: tegen het einde van de 11e eeuw werd Martialis in Aquitanië inderdaad vereerd als een apostel, hoewel zijn legende overal elders werd in twijfel getrokken. Adhémars mis toont op een zeer directe manier de kracht van liturgie om effect te hebben op een verering van een heilige.

## Werken en nalatenschap

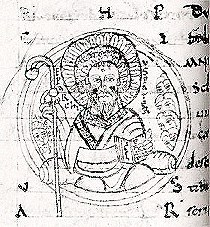
Tekening van Sint Cybard door Adhémar.

Adhémar componeerde zijn muzikale missen en vulde zijn ambt in volgens de lokale school van zijn oom Roger die er actief was als cantor van 1010 tot aan zijn dood in 1025 gebruikmakend van deze modale patronen, zoals ze zijn gedocumenteerd in de tonaria van de nieuwe tropen-prozaschrijvers (F-Pn lat. 1121, 909), zangboeken waaraan Adhémar ten dele bijdroeg als een noteerder. Hij componeerde voor het apostolisch feest van Martialis zowel de hymnes als de muziek, hetgeen de specialiteit was geworden van een cantor in de abdij van Saint Martial. Voor deze liturgische gelegenheid, die hij zelf had gecreëerd, droeg hij zoals andere cantors voor hem zijn eigen composities bij, in het bijzonder in de tropen (uitgebreide muzikale items die werden toegevoegd aan bestaande liturgische teksten).
Volgens James Grier, een professor muziekgeschiedenis van de Don Wright Faculty of Music aan de University of Western Ontario, was Adhémar de eerste persoon om muziek neer te schrijven met behulp van de muzieknotatie die vandaag de dag nog wordt gebruikt. Hij plaatste de muzieknoten boven de tekst, hoger en lager afhankelijk van hun toonhoogte. Grier stelt dat "Plaatsing op de verticale as blijft de standaardconventie om toonhoogte in (muziek)notatie aan te geven in westerse cultuur en er wordt veel meer gewicht gegeven aan toon dan aan vele andere elementen zoals dynamieken en timbre" ("Placement on the vertical axis remains the standard convention for indicating pitch in notation in Western culture and there is far greater weight on pitch than on many other elements such as dynamics and timbre"). Daarom beschouwt hij Adhémar een van de eerste — zo niet de allereerste — om muziek neer te schrijven met behulp van de "moderne" muzieknotatie.

## Primaire bronnen

### Manuscripten
- Liber manualis or notebooks of Ademar of Chabannes, MS VLO 15, 1023-1025, Universitaire Bibliotheken Leiden
- Paris, Bibliothèque Nationale, fonds lat., Ms. 1085 (Verkort antiphonarium van de St. Salvator Mundi-kerk, Saint-Martialis-abdij in Limoges, met latere modale classificaties door Roger en Adhémar van Chabannes (late 10e eeuw).)
- Paris, Bibliothèque Nationale, fonds lat., Ms. 1118 (Troper, Tonary, Sequentiary and Proser from Southwestern France, Région d'Auch (987–996).)
- Paris, Bibliothèque Nationale, fonds lat., Ms. 1120 (Troparium, prosarium, processieboek/hymne van Saint Martial de Limoges (late 10e eeuw).)
- Paris, Bibliothèque Nationale, fonds lat., Ms. 1240 (Troparium van de St. Salvator Mundi-kerk, Saint-Martialisabdij in Limoges (933-936).)
- Paris, Bibliothèque Nationale, fonds lat., Ms. 1121 (Troper, sequentiarium en tonarium van Saint Martial de Limoges, Adhémar van Chabannes (11e eeuw).)
- Paris, Bibliothèque Nationale, fonds lat., Ms. 909 (Troparium, sequentiarium en tonarium van Saint Martial de Limoges (11e eeuw).)

### Uitgaven
- Chronicon Aquitanicum et Francicum of Historia Francorum, ed. Jules Chavanon, Chronicon, Collection des textes pour servir à l'étude et à l'enseignement de l'histoire 20, Parijs, 1897.
- Preken, ed. trad. Edmond Pognon, L’an mille. Oeuvres de Liutprand, Raoul Glaber, Adémar de Chabannes, Adalberon [et] Helgaud, Mémoires du passé pour servir au temps présent 6, Parijs, 1947.

## Verder lezen
- P. Bourgain, Un nouveau manuscrit du texte tronqué de la Chronique d'Adhémar de Chabannes, in Bibliothèque de l'école des chartes 143 (1985), pp. 153-159. doi:10.3406/bec.1985.450372.